# Gustave Bahoken
Pour les articles homonymes, voir Bahoken.
Gustave Baheten Bahoken est un ancien footballeur né le 13 juin 1979 à Douala (Cameroun). Il a été sélectionné pour la CAN 2002 (Coupe d'Afrique des nations de football) en tant que défenseur.

## Carrière de joueur
- 1997-1998 : Cotonsport Garoua ( Cameroun)
- 1998-1999 : FC Rouen ( France)
- 1999-2000 : Le Havre AC ( France)
- 2000-2001 : Valenciennes Football Club ( France)
- 2001-Décembre 2001 : Le Havre AC ( France)
- Décembre 2001-juillet 2002 : FC Sion ( Suisse)
- 2002-2003 : Livingston FC ( Écosse)
- 2003-2004 :Angers ( France)
- 2004-2005 : Livingston FC ( Écosse)
- 2005-juin 2008 : Aalesund FK ( Norvège)
- 2008-2009 : Bradford City ( Angleterre)
- 2009-2010 : Botev Plovdiv ( Bulgarie)[1]